# Diecezja Holguín
Diecezja Holguín (łac. Dioecesis Holguinensis) – rzymskokatolicka diecezja na Kubie należąca do metropolii Santiago de Cuba. Została erygowana 8 stycznia 1979 roku.

## Ordynariusze
- Héctor Luis Lucas Peña Gómez (1979–2005)
- Emilio Aranguren Echeverria (2005–)